# Tijana Dapčević
Tijana Dapčević (en macedonio: Тијана Тодевска Дапчевиќ, en serbio: Тијана Дапчевић, pronunciación serbio: [tǐjana dâptʃeʋitɕ]; nacida Tijana Todevska, Skopie, 3 de febrero de 1976), también conocida simplemente como Tijana, es una cantante de pop macedonia.

## Carrera
Una de sus canciones con más éxito es "isto je Sve, samo njega nema" (Todo es lo mismo, solo que él no está aquí), siendo él el expresidente yugoslavo Josip Broz Tito. La canción tiene partes en casi todas las antiguas lenguas de Yugoslavia; serbio, bosnio, croata, esloveno y macedonio.
Ella ganó el festival "Sunčane saurios" en Herceg Novi en 2002 con la canción "Negativ" compuesta por Darko Dimitrov, incluida en su segundo álbum de estudio con el mismo título. También ha ganado el primer lugar en el "Festival de Radio Serbia-Feras" en 2006 con la canción "Julijana".
Durante Evropesma 2006 (La Canción para Europa en la antigua Serbia y Montenegro), Tijana se colocó en octavo lugar recibiendo 27 puntos con la canción "Greh" ("Sin"). "Greh" fue incluida en su álbum nido Žute minute, que fue lanzado en verano de 2007.

### Eurovisión 2014
El 28 de agosto de 2013 Tijana fue seleccionada por la MKRTV para representar a Macedonia en el Festival de la Canción de Eurovisión 2014 en Dinamarca. La canción que representó a Macedonia se titula Tamu kaj što pripagjam, que significa "Allí a donde pertenezco" y fue presentada el 22 de febrero, aunque participó con la versión en inglés To the sky, "Hacia el cielo". En agosto Tijana confirmó que quería que su hermana pequeña Tamara Todevska fuera corista en la puesta en escena de la canción. Sin embargo, Tijana no consiguió pasar la segunda semifinal quedando en decimotercer lugar con un total de 33 puntos.